# Балка очеретяна (заказник)
Ландшафтний заказник місцевого значення «Балка очеретяна» був оголошений Рішенням Миколаївської обласної ради народних депутатів від 18.03.1994 № 20 «Про природно-заповідний фонд Миколаївської області», на землях Мигійського радгоспу-технікуму Первомайського району Миколаївської області.
Площа — 50 га.

## Скасування
Рішенням Миколаївської обласної ради народних депутатів від 28.04.1995 № 10 «Про розширення регіонально-ландшафтного парку Гранітно-степове Побужжя та внесення змін та доповнень до рішення обласної ради народних депутатів від 18.03.1994 року № 27»..